# Man's Greed for Gold
Man's Greed for Gold è un cortometraggio muto del 1913 diretto da Robert G. Vignola. Prodotto dalla Kalem e distribuito dalla General Film Company, aveva come interpreti A.W. Farnum, Hal Clements, Harry Millarde, Alice Hollister, Marguerite Courtot.

## Produzione
Il film fu prodotto dalla Kalem Company.

## Distribuzione
Distribuito dalla General Film Company, il film - un cortometraggio di una bobina - uscì nelle sale cinematografiche statunitensi il 14 maggio 1913.